# Аксилла

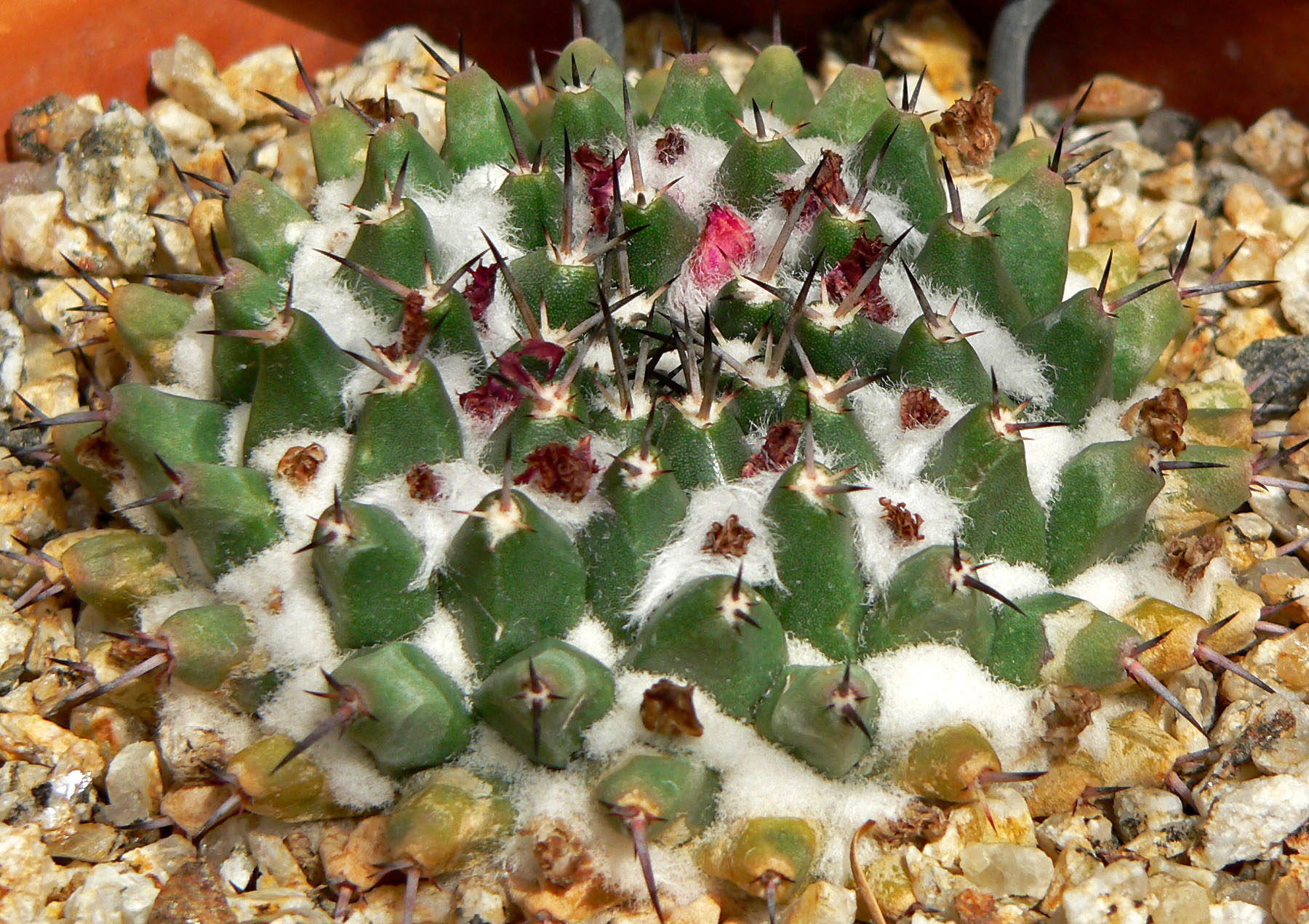
Колючки в ареолах на верхушках сосочков, цветки и волоски в аксиллах Mammillaria magnimamma

Аксилла (от лат. axilla — «подмышка») — пазуха между сосочками или бугорками некоторых родов кактусов (например, Маммиллярия, Корифанта).

## Морфология
Располагаются на стеблях кактусов выше основания сосочков или бугорков, представляющих собой разросшееся листовое подножие; с более или менее обильным опушением; у видов, для молодых растений которых свойственны голые аксиллы, появление опушения предвещает переход к цветению. У маммиллярий закладывающаяся в апикальной (верхушечной) меристеме пазушная почка в процессе роста в дальнейшем пространственно и функционально разделяется на две части - ареолу и аксиллу. Обе новые меристемы радиально-симметричны, но если ареола располагается на верхушке сосочка или бугорка и обычно в ней формируются только колючки, то аксилла, находящаяся в пазухе сосочка, никогда не формирует колючки. Пазушные почки маммиллярий благодаря такому строению называются диморфными.
У корифант и анцистрокактусов пазушные почки в процессе роста удлиняются, но ареола и аксилла не разъединяются (соединены бороздкой).

## Значение
В аксилле находится меристема, из которой формируется либо боковые побеги, либо цветки. В подавляющем большинстве случаев из одной аксиллы развивается один цветок.